# São Tomé de Canas
São Tomé de Canas ou Canas foi uma freguesia portuguesa da antiga comarca de Penafiel de Sousa e mais tarde do concelho de Penafiel.
A freguesia de São Tomé de Canas era da apresentação do reitor do Colégio de Nossa Senhora da Graça de Coimbra. Beneficiou do foral de Penafiel, dado por D. Manuel, em Évora, a 1 de Junho de 1519.Canas pertenceu à Honra de Barbosa durante quase seis séculos, conseguindo apenas a sua desagregação em 1834. Na década de 1840, acabou por ser incorporada na freguesia de Rans.[carece de fontes?]